# ميتيتيبين
ميتيتيبين أو مثيوثيبين هو دواء ضاد لمختلف مستقبلات السيروتونين والدوبامين، ويستخدم مضادا للذهان.